# ブラックサレナ
ブラックサレナ(BLACK SELENA)は、アニメーション映画『機動戦艦ナデシコ -The prince of darkness-』に登場する架空の兵器。デザイナーは明貴美加。

## 機体の解説
劇中では当初、異形の姿をした謎の機体として登場するが、その正体は全高約6mのアキト用カスタムエステバリスに、全身への追加装甲と高機動ブースターを装着した全高8mのテンカワ・アキト専用機である。名前の由来は黒百合（花言葉は「恋」「呪い」）から。メカニックデザインは明貴美加。
単独での秘密工作オペレーションを目的としているため各種追加装備を含めた戦闘能力は従来のエステバリスとは一線を画している。
エステバリスとは識別不能になるような重装甲を装備し、脚部自体を巨大なスラスターユニットに変更、両肩の展開式スラスターバインダーを始め、肩部や腰部などに各部姿勢用制御ノズルを多数配置して既存の機動兵器とは比にならないアクロバティックな運動性と高推力を確保した。
機動性と頑丈さを追求した分だけ武装は少なく、基本的には両腕に装備したハンドカノン×2のみ。尻尾のようなテールバインダーには、マジックハンドを内蔵。ツメはアンカークローになっている。
また外付けの高機動ユニットを装着することで汎用性を確保している。

## 機体の変遷
ネルガルは「A級ジャンパーを必要とせず、エステバリス単体でボソンジャンプが使用できる機体」を造るため、フレームを構成する一次装甲自体を巨大な蓄電池にする事で、既存のエステバリスの質量とバランスを維持したまま、大容量のエネルギー使用を実現した。ボソンジャンプが可能であることから、このフレームはチューリップクリスタル（以下：CC）に近い材質であると推測されている。
ブラックサレナの本体であるアキト用エステバリスカスタムの源流は、量産型エステバリスの前型に改修を加えて実験機とした機体、つまり蜥蜴戦争時のアキト専用エステバリスを改良した機体である。この時点において基本性能は特別高いものではなかった。それは蜥蜴戦争後のナデシコから搭載されていたものを回収し、基本フレームにCCと大容量バッテリーを組み込んだ実験機であったためである。
この機体によりA級ジャンパーを必要とせず、エステバリス単体によるボソンジャンプが可能であることが実証され、全高6mでエステバリスの概念を維持したボソンジャンプ可能な機体の開発はアルストロメリアへの設計に移行している。この機体は次世代機のアルストロメリアの各種テストベッドへと転用されていたとのことだが、それ以降の行方は不明。一説にはネルガルの会長室警備部に引き渡されたという説もある。
その後、どのような経緯かは不明であるが、ネルガルの警備部に救出されたテンカワ・アキトに渡されている。アキトの目的は、潜伏した草壁一派（後に「火星の後継者」と名乗る武装集団）に拉致されたユリカの救出であった。かくしてクリムゾングループの施設やヒサゴプランの各拠点で夜天光と六連との戦闘を繰り広げているアキトのエステバリスが目撃されることになる。従来のものよりもポテンシャルの高いエステバリス・テンカワSplに乗って戦うが、当時の新鋭兵機である夜天光と六連には敵うはずもなかった。この機体が大破に近い状態であっても生き永らえたのは、単体でのボソンジャンプが可能であったためと思われている。夜天光たちとの交戦によって度々大きなダメージを被ったが、修復と同時に大規模な改造を重ねる毎に、次第にエステバリスとは大きく掛け離れた機動兵器、ブラックサレナへと変貌を遂げる事となる。
ブラックサレナの改造方針は、夜天光たちが常に複数機で行動していることから、1対7での戦闘を想定し、装甲を全身に増加することにより耐弾性の向上に主眼を置いている。装甲増加による機動性の低下を補うため、各部スラスターを追加し、重力波放射器と組み合わせることによって基本スペックを遥かに超える運動性を得た。大幅に推力が増した結果、各部にかなりの負荷がかかることから、増加した装甲には機体剛性を高める役割も付加されていく。そのため、数回に渡る改造の過程で、装甲増加形状も機体の四肢を拘束する形状に変更が成されていった。こうした改造部品は既製品などから流用したハンドメイドの部品や試験機などの部品を使用されていったようである。
ブラックサレナは現地での改造により無理矢理性能を向上させ、戦闘で破損していく度に改造を加えていったことから、徐々に形状は変化していく。それまで全高8m級の機動兵器のボソンジャンプは不可能とされていたため、謎の幽霊ロボットとして人々の間で噂になり、その正体を巡って議論が百出されることになった。一連の幽霊ロボットについてはブラックサレナに加えて、単独のボソンジャンプが可能な夜天光と六連であったと見る研究家も多い。2201年に勃発した「火星の後継者」を名乗る武装集団のクーデターに関する資料により、幽霊ロボットと称される機体の実体は、「ブラックサレナ（黒百合）」のコードネームで呼ばれる機体であることが裏づけられている。

## バリエーション
ブラックサレナは破損する度に改造していったため、微細な過程は不明であるが、確認できるブラックサレナのバリエーションを紹介。
ブラックサレナS型（ストライカータイプ）
徹底的に増加武装を施し、大型ミサイルや130mmカノン砲などの充実した火力がある。拠点攻撃などに真価を発揮したが、夜天光の動きに翻弄され苦い敗北を喫してしまう。
ブラックサレナA型（アーマードタイプ）
強大な火力だけでは夜天光たちには勝てないことから、増加装甲により機体剛性を高め、S型の脚部スラスターを肩部装甲に取り付けるという変更がなされている。
武装は試作型の小型ビームガン×2のみ。腕部がビームガンで使用できなくなるため、サブマニピュレーターとしてスタビライザーの先端にアンカーアームが取りけられた。
ブラックサレナA2型（アーマード2タイプ）
A型の装甲をさらに強化したもので、劇中に登場したタイプである。外付けの高機動ユニットにより、さらなる高い機動性と武装強化に成功。高機動ユニットはミッションに応じた急造品であるため、使い捨て式である。

### 高機動ユニットのバリエーション
ブラックサレナA2型に高機動ユニットを装備することにより、戦術としてのボソンジャンプが可能になる。
ただし機体の変遷にもあるように緊急時にはフレームがCCで出来ていることを利用してのボソンジャンプは可能ではあるが、フレームそのものへの影響が懸念されるためか、基本的には高機動ユニット装備時にしかボソンジャンプをしていない。
劇中ではシラヒメの爆発から退避するためにボソンジャンプし、それをアオイ・ジュンの乗ったアマリリスが確認している。
エアロタイプ高機動ユニット
地球や火星での大気圏内における高い空力特性を生かした作戦時に使用。クリムゾングループの大型輸送機撃墜事件の前後に目撃情報が相次いだ。
重武装タイプ高機動ユニット
ミサイルポッドとビームキャノンを装備した高機動ユニットで最も火力のあるタイプ。ヒサゴプランの重要拠点タカマガの襲撃時に目撃され、駐留艦隊旗艦に奇襲をかけ、瞬時に指揮系統を分断、その隙に各施設を破壊している。
モールタイプ高機動ユニット
戦艦やコロニーの内部へボソンジャンプし、機首先端の削岩ドリルとレーザー掘削機で内部から破壊する。ホスセリ・ウワツツの両ステーションの中枢ブロック近くを警備中の双胴戦艦の格納庫内にボソンアウトし、戦艦を内部から破壊。そのまま中枢ブロックまで突き進んだため、両ステーションは中破に止まっている。
高機動ユニット
全長18m。劇中で登場したタイプであり、敵中突破の場合のみに使用する。このユニットには武装が無く、装備した状態では本体のハンドカノンも使用出来ないが、大質量・大推力を用いたディストーションアタック（ディストーションフィールドを展開した状態による体当たり）が可能であり、攻撃手段が全く無いわけではない。シラヒメでは、行く手を阻むステルンクーゲルをディストーションアタックで撥ね飛ばしている。アマテラスでは、ブラックサレナを追撃する「ライオンズシックル」の量産型エステバリスに対して、アキトは高機動ユニットのブースターパーツをパージしてぶつけるという荒技を見せた。ちなみにこのパーツには機密保持のための爆弾が仕掛けられているため、量産型エステバリスに直撃した時に爆発している。

## 劇中での活躍
冒頭の第八番ターミナルコロニー「シラヒメ」にて、第一、第二小隊を全滅させている。
ターミナルコロニー「アマテラス」にボソンジャンプで現れ、アマテラス内部への侵入を目的とした敵陣突破を図る。一度はリョーコ率いるライオンズシックルの追撃にあい、第二防衛ラインまで後退するも、母艦であるユーチャリスに陽動を行なわせ、それを機に別ルートで侵入を再開。アマテラスの十三番ゲートから内部に侵入。ボソンジャンプの演算ユニットを発見する。直後、六連たちが奇襲を仕掛け、崩壊するアマテラスの中戦闘を続ける。
火星での最終決戦では、夜天光たちの前方にボソンジャンプし、ユーチャリスの艦首に乗りながら現れた。
北辰七人衆との1対7の戦闘となるも、リョーコ、ヒカル、イズミ、サブロウタが現れ、六連を全て撃墜し、ブラックサレナと夜天光の一騎討ちになる。
お互い突進し、先に夜天光が一撃を入れるがブラックサレナの厚い装甲を貫けず、逆にブラックサレナの捨て身の一撃が夜天光のコクピットを貫き北辰を倒した。
直後にブラックサレナは装甲をパージ。本体のアキト用エステバリスカスタムが姿を現し、頭部センサーアイからはオイル（熱で融解・乖離した塗料との説も有り）が涙のように流れていた。